# كريستينا هوف سومرز
كريستينا هوف سومرز (بالإنجليزية: Christina Hoff Sommers)‏ هي كاتِبة وفيلسوفة أمريكية، ولدت في 1950 في بيتالوما في الولايات المتحدة.

## وصلات خارجية
- الموقع الرسمي
- كريستينا هوف سومرز على موقع IMDb (الإنجليزية)
- كريستينا هوف سومرز على موقع إن إن دي بي (الإنجليزية)